# Pogonophora (plante)
Pour l’embranchement ou classe de vers tubulaires (sans rapport), voir Pogonophora.
Pour le genre d’algues (nom. illeg.), voir Dasya.
Genre
Pogonophora est un genre de plantes à fleurs de la famille des Peraceae.

## Liste des espèces
Selon Catalogue of Life (19 février 2018), World Checklist of Selected Plant Families (WCSP) (19 février 2018) et The Plant List (19 février 2018) :
- Pogonophora letouzeyi Feuillet (1993)
- Pogonophora schomburgkiana Miers ex Benth. (1854)

Selon Tropicos (19 février 2018) (Attention liste brute contenant possiblement des synonymes) :
- Pogonophora africana R. Letouzey
- Pogonophora cunurii Baill.
- Pogonophora glaziovii Taub. ex Glaz.
- Pogonophora letouzeyi Feuillet
- Pogonophora schomburgkiana Miers ex Benth.
- Pogonophora trianae Müll. Arg.